# Susanne Munk Lauritsen
Susanne Munk Lauritsen (Hvorslev, 12 oktober 1967) is een voormalig handbalster uit Denemarken, die speelde als doelvrouw.
Met de Deense nationale vrouwenploeg won ze de olympische titel (1996) en eenmaal de wereldtitel (1997). Daarnaast werd Munk Lauritsen twee keer Europees kampioen (1994 en 1996). Ze speelde in totaal 171 interlands (3 doelpunten) voor haar vaderland in de periode 1987–2000. Munk Lauritsen is sinds 10 december 1994 getrouwd met de Deense handbalcoach Ulrik Wilbek.